# Claus Daa (1640–1678)
Claus Daa, född den 10 november 1640 på Mattrup, död den 8 december 1678, var en dansk godsägare, son till Oluf Daa till Holmegaard och fru Anne Brahe. 
Daa ägde Krengerup och Vedtoftegård (vars namn han fick ändrat till Brahesholm) på Fyn och förhandlade dessutom 1671 till sig del i Næs på Jylland, som han, efter att ha utlöst sina medägare, 1673 fick tillstånd att kalla Daasborg. 
Daa synes ha varit en svag karaktär; som ogift lät han sig styras av sin duktiga syster, jungfru Christence Daa, och efter sitt giftermål 1674 föll han i händerna på Sophie Amalie Lindenov, dotter till Hans Lindenov och Elisabeth Augusta, Kristian IV:s dotter. 
Hennes framträdande egenskaper var liderlighet och girighet, passioner som hon bäst tyckte sig kunna tillfredsställa, när hon hade röjt sin make ur vägen; för att uppnå detta mål övertalade hon en av sina älskare att mörda honom, och enligt överenskommelse sköt denne Daa, då det gifta paret om aftonen kom körande till Daasborg. 
På Daas likkista i Blenstrups kyrka lät hon bland annat skriva dessa ord: og kaldede Vor Herre den salige Mand her paa Daasborg ("och kallade vår Herre den salige mannen här på Daasborg"), utan att ge till känna, vad som föranledde kallelsen.